# Abdelilah Benkirán
Abdelilah Benkirane  (en árabe: عبد الإله ابن كيران, nacido el 8 de abril de 1954, en Rabat) es un político marroquí y líder del Partido de la Justicia y el Desarrollo. Su partido ganó por mayoría simple en las elecciones al parlamento marroquí de noviembre de 2011.

## Biografía
Licenciado en Ciencias Físicas en 1979, antes de ejercer como profesor en la Escuela Normal Superior de Rabat. El 29 de noviembre de 2011 el rey de Marruecos le designó Presidente del Gobierno conforme a la nueva Constitución del mismo año, tras la victoria en las elecciones generales, hasta el 17 de marzo de 2017, que fue sucedido por el político y psiquiatra Saadeddine Othmani.
Representó a Salé en el Parlamento marroquí desde el 14 de noviembre de 1997. Fue elegido líder del Partido de la Justicia y el Desarrollo en julio del 2008, tomando el cargo de Saadeddine Othmani.
Benkirane se convirtió en primer ministro el 29 de noviembre de 2011. Su gobierno se propuso un crecimiento económico promedio del 5,5 por ciento anual durante su mandato de cuatro años y logra reducir la tasa de desempleo al 8 por ciento para finales de 2016 desde el 9,1 por ciento a principios de 2012.

## Ideología política
En una entrevista en 2011 dijo: "Si consigo llegar al gobierno, no seré de los que dicen a las mujeres con cuántos centímetros de falda deben cubrir sus piernas. Ese no es mi trabajo. No sería posible, en cualquier caso, para nadie atentar contra las libertades civiles de Marruecos". Durante la década de 1970, Benkirane fue un activista político en la universidad de izquierda e islamista. Ha representado a Salé en el parlamento marroquí desde el 14 de noviembre de 1997. Fue elegido líder del Partido Justicia y Desarrollo en julio de 2008 en las elecciones internas del partido, reemplazando a Saadeddine Othmani
En 2010 intentó -sin éxito- la prohibición de un concierto de Elton John en Rabat porque "promovía la homosexualidad".